# كارلوس بييثير كامرا
كارلوس بييثير كامرا (بالإسبانية: Carlos Pellicer Cámara)‏ شاعر وكاتب وسياسي مكسيكي، وُلد في فيلاهيرموسا عاصمة تاباسكو في المكسيك في 16 يناير عام 1899. حصل على الجائزة الوطنية في العلوم والآداب في المكسيك عام 1964. برع في الكتابة الشعرية والمقالية، وكان ينتمي غلى تياري الحداثة والطليعية الأدبيين السائدين في أدب أمريكا اللاتينية في ذلك الوقت. وتُوفي في مدينة مكسيكو في 16 فبراير عام 1977.

## روابط خارجية
- كارلوس بييثير كامرا على موقع ميوزك برينز (الإنجليزية)